# دخل إجمالي
الدخل الإجمالي (بالإنجليزية: Gross income)‏ يعرف الدخل الإجمالي بأنه دخل الشركة أو دخل شخص قبل الضريبة وقبل حسم تكاليف الصنع والبيع . أي أنه بالنسبة للشركة المبالغ التي تحصل عليها من جميع المصادر قبل حسم تكاليف التصنيع والبيع والتوزيع .
وتعتبر جميع المبالغ التي يقبضها شخص والتي دخلت في حوزته وله الحق في التصرف فيها هي الدخل الإجمالي له .

## اقرأ أيضاً
- ضريبة إضافية
- مؤجل
- مستحقات مؤجلة